# August Defresne
Maria André Antoine August Defresne (Maastricht, 6 november 1893 – Amsterdam, 2 april 1961) was een Nederlandse auteur (toneel, proza) en regisseur.
Defresne, uit een gegoed Limburgs zakenmilieu afkomstig, vestigde zich in Amsterdam en studeerde daar enige tijd voor de middelbaar onderwijsacte Nederlands, maar maakte deze studie niet af. In de hoofdstad raakte hij in de ban van het toneel en huwde in 1920 de bekende actrice Charlotte Köhler (1892-1977). Hij begon toneelstukken te schrijven en verdiepte zich in de psychologie van het theater (essay: De psychologie van "Van den Vos Reynaerde", 1920). Defresnes vroege stukken (Koningen, 1923; De uitvreter, 1926 e.a.) lijken enigszins tussen het naturalistische en impressionistische drama in te staan, maar missen de muzikale intermezzo's van het expressionistisch toneel. Naast oorspronkelijk werk, dat meestal onder zijn eigen regie werd uitgevoerd, maakte hij toneelbewerkingen van enkele romans.
Vanaf de jaren dertig werkte Defresne nauw samen met Albert van Dalsum, aanvankelijk bij het Oost-Nederlandsch Tooneel en later bij het Amsterdamsch Tooneel. Hij vertaalde en regisseerde in het theaterseizoen 1929-1930 de Driestuiversopera van Bertold Brecht en toerde met Van Dalsum en zijn gezelschap met veel succes door Nederland. Onder Defresne hebben repertoirekeuze en regie in deze tijd een veelal maatschappijkritische toonzetting, alhoewel ver verwijderd van het experimenteel drama van de late jaren veertig; er waren echter ook bewerkingen van de klassieken: Electra en Medea. Tijdens de bezetting staakte Defresne zijn werkzaamheden als regisseur, maar schreef nog wel voor toneel, zoals zijn drama Het onbewoonde eiland uit 1941, dat geldt als hoogtepunt in zijn toneeloeuvre en dat ook internationaal op de planken is gebracht.
Van 1947 tot 1953 was Defresne samen met Van Dalsum directeur van het Amsterdams Toneelgezelschap, dat onder zijn regie werk van Shakespeare speelde. Nadien was hij nog enige jaren werkzaam als artistiek leider van De Toneelvereniging. Zijn naam leeft voort door de naar hem genoemde prijs, die jaarlijks wordt uitgeloofd door de Nederlandse Vereniging van Toneelkunstenaars voor de beste dramaregie. Defresne was zonder twijfel een van de belangrijkste figuren van het Nederlands toneel in de periode 1930-1960, niet slechts als regisseur of toneelschrijver, maar ook als richtinggever en vernieuwer. De eerste Nederlandse Driestuiversopera ging al op 14 september 1929 in première in een opvoering van het Oost-Nederlands Toneelgezelschap met een vertaling van August Defresne. Naast zijn werkzaamheden als regisseur en dramaturg schreef Defresne enkele romans en novellen van verschillende signatuur, thrillers, maar ook korte verhalen van surrealistisch karakter. Verfijnde psychologie spreekt uit de karakterschetsen van Defresnes meesterwerk Het eethuis (in Groot-Nederland, jrg. 26, 1928, in 1931 in boekvorm verschenen). Het boekenweekgeschenk 1958, Het gehucht, is ook van de hand van Defresne.

## Werken
- De psychologie van "Van den Vos Reynaerde". Amsterdam: [Boonacker], 1920.
- Moordromance. Groteske in drie bedrijven. Winschoten: Hekman, Tooneelfonds "Festa", (z.j. = 1921).
- Koningen. Drama (in Groot-Nederland, jrg. 21, 1923).
- De woonschuit. Tragedie in drie bedrijven. Maastricht: Boosten & Stols, 1924.
- Baas boven baas. Eén-acter, samen met De bom. Ontstellend intermezzo in één bedrijf van Johan Broedelet. Amsterdam: z.u., 1925.
- De uitvreter. Tragi-comedie in 3 bedrijven (in Groot-Nederland, jrg. 24, 1926).
- Andere leiders. Toneelspel in vijf bedrijven en vijf tafereelen. Amsterdam: De Gulden Ster, 1928.
- De rare rechter. Scherts in drie bedrijven (in Groot-Nederland, jrg. 26, 1928).
- De opstandigen. Tooneelspel door Jo van Ammers-Küller en A. Defresne. Amsterdam: Meulenhoff, 1929.
- Het eethuis. Ingeleid door Victor E. van Vriesland. Maastricht: Leiter-Nypels, 1931.
- De vrome speelman. Verhalen. Amsterdam: De Gulden Ster, [1933].
- De wonderlijke familie. Roman. Amsterdam: De Spieghel / Antwerpen: Het Kompas, [1937].
- Het onbewoonde eiland. Tooneelspel in drie bedrijven. Amsterdam: Scheltens & Giltay, [1941].
- Moord. Een onderzoek door inspecteur Deloor van de centrale recherche. Amsterdam: Querido, 1941.
- Pension Rustig [roman]. Door Wibo Burgers [= pseudoniem]. Amsterdam: Scheltens & Giltay, [1942].
- De naamloozen van 1942. Tragi-comedie in vijf bedrijven. Amsterdam: Amsterdamsche Boek- en Courant-Mij, 1945.
- Een avond in Amsterdam. Roman. Amsterdam: Amsterdamsche Boek- en Courant-Mij, 1946.
- 1948 anno Christi. Zinnenspel in drie bedrijven naar aanleiding van het 50-jarig jubileum van H.M. De Koningin. Amsterdam: Amsterdamsche Boek- en Courant-Mij, 1948.
- Professor Kasper. Roman. Amsterdam: Moussault, 1950.
- Het eeuwige toeval? Toneelspel in drie bedrijven. Amsterdam: Querido, 1958.
- Het gehucht. Boekenweekgeschenk 1958.
- De inbreker. Roman van onderwereld en politie. Amsterdam: De Bezige Bij, 1961.
- Het toneel tussen waarheid en schoonheid. Amsterdam: Stichting Studiekring voor dramatische kunst, 1964.